# WACA Ground
Il WACA Ground è uno stadio di Perth, in Australia utilizzato per le partite di cricket.

## Uso
Lo stadio è uno dei più importanti del paese in questa disciplina e viene frequentemente utilizzato anche dalla nazionale di cricket australiana per giocare dei prestigiosi test match contro le avversarie più forti del mondo, generalmente ogni volta che la serie The Ashes si tiene in Australia una partita viene sempre disputata al WACA Ground. Nello stadio è presente anche un museo dedicato al cricket. Ha ospitato diverse partite nella Coppa del Mondo di cricket 1992 e in quella del 2015
In passato è stato utilizzato anche per partite di rugby, football australiano e per vari concerti, tuttavia con il passare del tempo questi eventi sono diventati sempre più rari.